# 2014 KE113
2014 KE113 est un objet transneptunien faisant partie des objets épars avec un diamètre estimé à environ 200 km.